# Liga de las Américas 2014
La Liga de las Américas 2014 fue la séptima edición del torneo, siendo el primero de clubes de baloncesto que abarca a todo el continente americano. Organizado por FIBA Américas, el campeón disputó contra el campeón de la Euroliga la Copa Intercontinental. Con la participación de 16 equipos, se comenzó a jugar desde el 24 de enero de 2014.
La Liga comenzó el 24 de enero de 2014 y se jugó en las siguientes fechas:
Primera fase  (Cuatro cuadrangulares)
- "Grupo A" - 24 al 26 de enero. (Neiva, Colombia).
- "Grupo B" – 30 de enero al 1 de febrero. (Montevideo, Uruguay).
- "Grupo C" – 7 al 9 de febrero. (Xalapa, México).
- "Grupo D" – 14 al 16 de febrero. (Quito, Ecuador).

Semifinales (Dos cuadrangulares)
- "Grupo E" – 28 de febrero al 2 de marzo. (Xalapa, México).
- "Grupo F" – 7 al 9 de marzo. (Montevideo, Uruguay).

Final Four – 21 y 22 de marzo. (Río de Janeiro, Brasil).

## Formato
Con la participación de 16 equipos, la primera fase se jugó en cuatro cuadrangulares de cuatro equipos cada uno durante tres días, por el sistema de todos contra todos. Los dos mejores equipos de cada cuadrangular pasaron a la segunda ronda, y se dividieron en dos grupos de cuatro y jugaron ahora de la misma manera en dos cuadrangulares. 
Los dos mejores equipos de cada uno de los cuadrangulares semifinales, jugaron luego el cuadrangular final o "Final Four" de donde se obtuvo al campeón de la competencia.

## Plazas
| - México: 2 equipos. - Puerto Rico: 2 equipos. |  | - Argentina: 2 equipos. - Brasil: 4 equipos. - Chile: 1 equipo. - Colombia: 1 equipo. - Ecuador: 1 equipo. - Uruguay: 1 equipo. - Venezuela: 2 equipos. |

## Grupos
| Grupo A               | Grupo B         | Grupo C               | Grupo D              |
| --------------------- | --------------- | --------------------- | -------------------- |
| Bambuqueros de Neiva  | Aguada          | Halcones Xalapa       | Capitanes de Arecibo |
| Cocodrilos de Caracas | Lanús           | Marinos de Anzoátegui | Flamengo             |
| Pinheiros             | Leones de Ponce | Regatas Corrientes    | Leones de Quilpué    |
| Toros de Nuevo Laredo | Uberlândia      | Brasília              | Mavort               |

## Ronda preliminar

### Grupo A
| Pos. | Equipo                  | Pts | PJ | PG | PP | PF  | PC  | Dif |
| ---- | ----------------------- | --- | -- | -- | -- | --- | --- | --- |
| 1.   | Cocodrilos de Caracas x | 6   | 3  | 3  | 0  | 274 | 259 | 15  |
| 2.   | Pinheiros x             | 5   | 3  | 2  | 1  | 267 | 246 | 21  |
| 3.   | Toros de Nuevo Laredo   | 4   | 3  | 1  | 2  | 236 | 246 | -10 |
| 4.   | Bambuqueros de Neiva    | 3   | 3  | 0  | 3  | 254 | 280 | -26 |

- (x) -  Calificado a la siguiente ronda.

| 24 de enero | Pinheiros                             | 96–99                                 | Cocodrilos de Caracas                 |                                                                               |  |
| 18:00       | Parciales: 16-19, 17-28, 36-21, 27-31 | Parciales: 16-19, 17-28, 36-21, 27-31 | Parciales: 16-19, 17-28, 36-21, 27-31 |                                                                               |  |
|             |                                       | Reporte                               |                                       | Pabellón: Coliseo Álvaro Sánchez Silva Neiva, Colombia Televisión: Fox Sports |  |

| 24 de enero | Bambuqueros de Neiva                  | 89–91                                 | Toros de Nuevo Laredo                 |                                                                               |  |
| 20:15       | Parciales: 25-22, 22-21, 23-26, 19-22 | Parciales: 25-22, 22-21, 23-26, 19-22 | Parciales: 25-22, 22-21, 23-26, 19-22 |                                                                               |  |
|             |                                       | Reporte                               |                                       | Pabellón: Coliseo Álvaro Sánchez Silva Neiva, Colombia Televisión: Fox Sports |  |

| 25 de enero | Toros de Nuevo Laredo                 | 71–77                                 | Pinheiros                             |                                                                               |  |
| 18:00       | Parciales: 20-18, 17-23, 16-14, 18-22 | Parciales: 20-18, 17-23, 16-14, 18-22 | Parciales: 20-18, 17-23, 16-14, 18-22 |                                                                               |  |
|             |                                       | Reporte                               |                                       | Pabellón: Coliseo Álvaro Sánchez Silva Neiva, Colombia Televisión: Fox Sports |  |

| 25 de enero | Cocodrilos de Caracas                 | 95–89                                 | Bambuqueros de Neiva                  |                                                                               |  |
| 20:15       | Parciales: 28-27, 26-16, 19-23, 22-23 | Parciales: 28-27, 26-16, 19-23, 22-23 | Parciales: 28-27, 26-16, 19-23, 22-23 |                                                                               |  |
|             |                                       | Reporte                               |                                       | Pabellón: Coliseo Álvaro Sánchez Silva Neiva, Colombia Televisión: Fox Sports |  |

| 26 de enero | Toros de Nuevo Laredo                 | 74–80                                 | Cocodrilos de Caracas                 |                                                                               |  |
| 18:00       | Parciales: 15-15, 15-27, 20-14, 24-24 | Parciales: 15-15, 15-27, 20-14, 24-24 | Parciales: 15-15, 15-27, 20-14, 24-24 |                                                                               |  |
|             |                                       | Reporte                               |                                       | Pabellón: Coliseo Álvaro Sánchez Silva Neiva, Colombia Televisión: Fox Sports |  |

| 26 de enero | Bambuqueros de Neiva                  | 76–94                                 | Pinheiros                             |                                                                               |  |
| 20:15       | Parciales: 19-26, 14-18, 26-24, 17-26 | Parciales: 19-26, 14-18, 26-24, 17-26 | Parciales: 19-26, 14-18, 26-24, 17-26 |                                                                               |  |
|             |                                       | Reporte                               |                                       | Pabellón: Coliseo Álvaro Sánchez Silva Neiva, Colombia Televisión: Fox Sports |  |

### Grupo B
| Pos. | Equipo              | Pts | PJ | PG | PP | PF  | PC  | Dif |
| ---- | ------------------- | --- | -- | -- | -- | --- | --- | --- |
| 1.   | Aguada x            | 6   | 3  | 3  | 0  | 273 | 237 | 36  |
| 2.   | Unitri Uberlândia x | 5   | 3  | 2  | 1  | 227 | 231 | -4  |
| 3.   | Leones de Ponce     | 4   | 3  | 1  | 2  | 263 | 251 | 12  |
| 4.   | Lanús               | 3   | 3  | 0  | 3  | 210 | 254 | -44 |

- (x) -  Calificado a la siguiente ronda.

| 30 de enero | Unitri Uberlândia                     | 85–81                                 | Leones de Ponce                       |                                                            |  |
| 20:00       | Parciales: 32-18, 12-22, 20-19, 21-22 | Parciales: 32-18, 12-22, 20-19, 21-22 | Parciales: 32-18, 12-22, 20-19, 21-22 |                                                            |  |
|             |                                       | Reporte                               |                                       | Pabellón: Estadio Club Atlético Aguada Montevideo, Uruguay |  |

| 30 de enero | Aguada                                | 93–74                                 | Lanús                                 |                                                            |  |
| 22:15       | Parciales: 23-25, 25-13, 18-18, 27-18 | Parciales: 23-25, 25-13, 18-18, 27-18 | Parciales: 23-25, 25-13, 18-18, 27-18 |                                                            |  |
|             |                                       | Reporte                               |                                       | Pabellón: Estadio Club Atlético Aguada Montevideo, Uruguay |  |

| 31 de enero | Leones de Ponce                       | 90–73                                 | Lanús                                 |                                                            |  |
| 20:00       | Parciales: 18-21, 26-17, 26-15, 20-20 | Parciales: 18-21, 26-17, 26-15, 20-20 | Parciales: 18-21, 26-17, 26-15, 20-20 |                                                            |  |
|             |                                       | Reporte                               |                                       | Pabellón: Estadio Club Atlético Aguada Montevideo, Uruguay |  |

| 31 de enero | Unitri Uberlândia                     | 71–87                                 | Aguada                                |                                                            |  |
| 22:15       | Parciales: 18-21, 17-22, 15-21, 21-23 | Parciales: 18-21, 17-22, 15-21, 21-23 | Parciales: 18-21, 17-22, 15-21, 21-23 |                                                            |  |
|             |                                       | Reporte                               |                                       | Pabellón: Estadio Club Atlético Aguada Montevideo, Uruguay |  |

| 1 de febrero | Lanús                                 | 63–71                                 | Uberlândia                            |                                                            |  |
| 20:00        | Parciales: 12-22, 14-15, 11-19, 26-15 | Parciales: 12-22, 14-15, 11-19, 26-15 | Parciales: 12-22, 14-15, 11-19, 26-15 |                                                            |  |
|              |                                       | Reporte                               |                                       | Pabellón: Estadio Club Atlético Aguada Montevideo, Uruguay |  |

| 1 de febrero | Aguada                                | 93–92                                 | Leones de Ponce                       |                                                            |  |
| 22:15        | Parciales: 21-20, 35-25, 19-27, 18-20 | Parciales: 21-20, 35-25, 19-27, 18-20 | Parciales: 21-20, 35-25, 19-27, 18-20 |                                                            |  |
|              |                                       | Reporte                               |                                       | Pabellón: Estadio Club Atlético Aguada Montevideo, Uruguay |  |

### Grupo C
| Pos. | Equipo                | Pts | PJ | PG | PP | PF  | PC  | Dif |
| ---- | --------------------- | --- | -- | -- | -- | --- | --- | --- |
| 1.   | Regatas Corrientes x  | 5   | 3  | 2  | 1  | 257 | 236 | 21  |
| 2.   | Halcones Xalapa x     | 5   | 3  | 2  | 1  | 229 | 230 | -1  |
| 3.   | Brasília              | 4   | 3  | 1  | 2  | 256 | 255 | 1   |
| 4.   | Marinos de Anzoátegui | 4   | 3  | 1  | 2  | 258 | 279 | -21 |

- (x) -  Calificado a la siguiente ronda.

| 7 de febrero | Regatas Corrientes                                 | 80–78                                              | Brasília                                           |                                              |  |
| 18:00        | Parciales: 14-17, 16-15, 20-16, 20-22 (T.E.: 10-8) | Parciales: 14-17, 16-15, 20-16, 20-22 (T.E.: 10-8) | Parciales: 14-17, 16-15, 20-16, 20-22 (T.E.: 10-8) |                                              |  |
|              |                                                    | Reporte                                            |                                                    | Pabellón: Gimnasio de la USBI Xalapa, México |  |

| 7 de febrero | Halcones Xalapa                       | 84–70                                 | Marinos de Anzoátegui                 |                                              |  |
| 20:15        | Parciales: 20-20, 25-12, 22-19, 17-19 | Parciales: 20-20, 25-12, 22-19, 17-19 | Parciales: 20-20, 25-12, 22-19, 17-19 |                                              |  |
|              |                                       | Reporte                               |                                       | Pabellón: Gimnasio de la USBI Xalapa, México |  |

| 8 de febrero | Regatas Corrientes                    | 93–95                                 | Marinos de Anzoátegui                 |                                              |  |
| 18:00        | Parciales: 23-25, 20-22, 24-22, 26-26 | Parciales: 23-25, 20-22, 24-22, 26-26 | Parciales: 23-25, 20-22, 24-22, 26-26 |                                              |  |
|              |                                       | Reporte                               |                                       | Pabellón: Gimnasio de la USBI Xalapa, México |  |

| 8 de febrero | Brasília                              | 76–82                                 | Halcones Xalapa                       |                                              |  |
| 20:15        | Parciales: 27-19, 14-15, 20-20, 15-28 | Parciales: 27-19, 14-15, 20-20, 15-28 | Parciales: 27-19, 14-15, 20-20, 15-28 |                                              |  |
|              |                                       | Reporte                               |                                       | Pabellón: Gimnasio de la USBI Xalapa, México |  |

| 9 de febrero | Marinos de Anzoátegui                 | 93–102                                | Brasília                              |                                              |  |
| 18:00        | Parciales: 19-27, 17-26, 19-26, 38-23 | Parciales: 19-27, 17-26, 19-26, 38-23 | Parciales: 19-27, 17-26, 19-26, 38-23 |                                              |  |
|              |                                       | Reporte                               |                                       | Pabellón: Gimnasio de la USBI Xalapa, México |  |

| 9 de febrero | Halcones Xalapa                       | 63–84                                 | Regatas Corrientes                    |                                              |  |
| 20:15        | Parciales: 18-19, 16-28, 13-22, 16-15 | Parciales: 18-19, 16-28, 13-22, 16-15 | Parciales: 18-19, 16-28, 13-22, 16-15 |                                              |  |
|              |                                       | Reporte                               |                                       | Pabellón: Gimnasio de la USBI Xalapa, México |  |

### Grupo D
| Pos. | Equipo                 | Pts | PJ | PG | PP | PF  | PC  | Dif |
| ---- | ---------------------- | --- | -- | -- | -- | --- | --- | --- |
| 1.   | Flamengo x             | 6   | 3  | 3  | 0  | 348 | 275 | 73  |
| 2.   | Capitanes de Arecibo x | 5   | 3  | 2  | 1  | 289 | 299 | -10 |
| 3.   | Leones de Quilpué      | 4   | 3  | 1  | 2  | 270 | 310 | -40 |
| 4.   | Mavort                 | 3   | 3  | 0  | 3  | 281 | 304 | -23 |

- (x) -  Calificado a la siguiente ronda.

| 14 de febrero | Capitanes de Arecibo                  | 90–123                                | Flamengo                              |                                                      |  |
| 18:00         | Parciales: 17-26, 27-18, 18-38, 28-41 | Parciales: 17-26, 27-18, 18-38, 28-41 | Parciales: 17-26, 27-18, 18-38, 28-41 |                                                      |  |
|               |                                       | Reporte                               |                                       | Pabellón: Coliseo Julio César Hidalgo Quito, Ecuador |  |

| 14 de febrero | Mavort                                | 90–100                                | Leones de Quilpué                     |                                                      |  |
| 20:15         | Parciales: 29-25, 18-23, 22-26, 21-26 | Parciales: 29-25, 18-23, 22-26, 21-26 | Parciales: 29-25, 18-23, 22-26, 21-26 |                                                      |  |
|               |                                       | Reporte                               |                                       | Pabellón: Coliseo Julio César Hidalgo Quito, Ecuador |  |

| 15 de febrero | Leones de Quilpué                     | 90–104                                | Capitanes de Arecibo                  |                                                      |  |
| 18:00         | Parciales: 25-24, 20-28, 16-30, 29-22 | Parciales: 25-24, 20-28, 16-30, 29-22 | Parciales: 25-24, 20-28, 16-30, 29-22 |                                                      |  |
|               |                                       | Reporte                               |                                       | Pabellón: Coliseo Julio César Hidalgo Quito, Ecuador |  |

| 15 de febrero | Flamengo                                          | 109–105                                           | Mavort                                            |                                                      |  |
| 20:15         | Parciales: 27-23, 23-23, 22-22, 28-32 (T.E.: 9-5) | Parciales: 27-23, 23-23, 22-22, 28-32 (T.E.: 9-5) | Parciales: 27-23, 23-23, 22-22, 28-32 (T.E.: 9-5) |                                                      |  |
|               |                                                   | Reporte                                           |                                                   | Pabellón: Coliseo Julio César Hidalgo Quito, Ecuador |  |

| 16 de febrero | Flamengo                              | 116–80                                | Leones de Quilpué                     |                                                      |  |
| 18:00         | Parciales: 40-20, 28-16, 30-24, 18-20 | Parciales: 40-20, 28-16, 30-24, 18-20 | Parciales: 40-20, 28-16, 30-24, 18-20 |                                                      |  |
|               |                                       | Reporte                               |                                       | Pabellón: Coliseo Julio César Hidalgo Quito, Ecuador |  |

| 16 de febrero | Mavort                                | 86–95                                 | Capitanes de Arecibo                  |                                                      |  |
| 20:15         | Parciales: 22-34, 26-22, 22-23, 16-16 | Parciales: 22-34, 26-22, 22-23, 16-16 | Parciales: 22-34, 26-22, 22-23, 16-16 |                                                      |  |
|               |                                       | Reporte                               |                                       | Pabellón: Coliseo Julio César Hidalgo Quito, Ecuador |  |

## Semifinales
El Grupo E se disputó del 28 de febrero al 2 de marzo en el Gimnasio de la USBI de la ciudad de Xalapa, México, sede de los Halcones Xalapa; mientras que el Grupo F se disputó del 7 al 9 de marzo en el Palacio Peñarol de la ciudad de Montevideo, Uruguay. Luego de decidir las canchas se definió la composición de ambos grupos.

### Grupos
| Grupo E               | Grupo F              |
| --------------------- | -------------------- |
| Cocodrilos de Caracas | Aguada               |
| Flamengo              | Capitanes de Arecibo |
| Halcones Xalapa       | Pinheiros            |
| Unitri Uberlândia     | Regatas Corrientes   |

#### Grupo E
| Pos. | Equipo                | Pts | PJ | PG | PP | PF  | PC  | Dif |
| ---- | --------------------- | --- | -- | -- | -- | --- | --- | --- |
| 1.   | Flamengo x            | 6   | 3  | 3  | 0  | 267 | 211 | 56  |
| 2.   | Halcones Xalapa x     | 5   | 3  | 2  | 1  | 219 | 220 | -1  |
| 3.   | Unitri Uberlândia     | 4   | 3  | 1  | 2  | 246 | 247 | -1  |
| 4.   | Cocodrilos de Caracas | 3   | 3  | 0  | 3  | 208 | 262 | -54 |

- (x) -  Calificado al Final Four.

| 28 de febrero | Cocodrilos de Caracas                 | 72–88                                 | Flamengo                              |                                                                     |  |
| 18:00         | Parciales: 17-18, 19-28, 19-19, 17-23 | Parciales: 17-18, 19-28, 19-19, 17-23 | Parciales: 17-18, 19-28, 19-19, 17-23 |                                                                     |  |
|               |                                       | Reporte                               |                                       | Pabellón: Gimnasio de la USBI Xalapa, México Televisión: Fox Sports |  |

| 28 de febrero | Halcones Xalapa                       | 81–71                                 | Unitri Uberlândia                     |                                                                     |  |
| 20:15         | Parciales: 24-18, 20-23, 18-20, 19-10 | Parciales: 24-18, 20-23, 18-20, 19-10 | Parciales: 24-18, 20-23, 18-20, 19-10 |                                                                     |  |
|               |                                       | Reporte                               |                                       | Pabellón: Gimnasio de la USBI Xalapa, México Televisión: Fox Sports |  |

| 1 de marzo | Flamengo                              | 101–81                                | Unitri Uberlândia                     |                                                                     |  |
| 18:00      | Parciales: 24-25, 21-15, 29-19, 27-22 | Parciales: 24-25, 21-15, 29-19, 27-22 | Parciales: 24-25, 21-15, 29-19, 27-22 |                                                                     |  |
|            |                                       | Reporte                               |                                       | Pabellón: Gimnasio de la USBI Xalapa, México Televisión: Fox Sports |  |

| 1 de marzo | Cocodrilos de Caracas                 | 71–80                                 | Halcones Xalapa                       |                                                                     |  |
| 20:15      | Parciales: 13-21, 20-18, 19-21, 19-20 | Parciales: 13-21, 20-18, 19-21, 19-20 | Parciales: 13-21, 20-18, 19-21, 19-20 |                                                                     |  |
|            |                                       | Reporte                               |                                       | Pabellón: Gimnasio de la USBI Xalapa, México Televisión: Fox Sports |  |

| 2 de marzo | Unitri Uberlândia                     | 94–65                                 | Cocodrilos de Caracas                 |                                                                     |  |
| 18:00      | Parciales: 19-14, 30-12, 27-16, 18-23 | Parciales: 19-14, 30-12, 27-16, 18-23 | Parciales: 19-14, 30-12, 27-16, 18-23 |                                                                     |  |
|            |                                       | Reporte                               |                                       | Pabellón: Gimnasio de la USBI Xalapa, México Televisión: Fox Sports |  |

| 2 de marzo | Halcones Xalapa                       | 58–78                                 | Flamengo                              |                                                                     |  |
| 20:15      | Parciales: 13-23, 15-20, 17-18, 13-17 | Parciales: 13-23, 15-20, 17-18, 13-17 | Parciales: 13-23, 15-20, 17-18, 13-17 |                                                                     |  |
|            |                                       | Reporte                               |                                       | Pabellón: Gimnasio de la USBI Xalapa, México Televisión: Fox Sports |  |

#### Grupo F
| Pos. | Equipo               | Pts | PJ | PG | PP | PF  | PC  | Dif |
| ---- | -------------------- | --- | -- | -- | -- | --- | --- | --- |
| 1.   | Pinheiros x          | 5   | 3  | 2  | 1  | 264 | 251 | 13  |
| 2.   | Aguada x             | 5   | 3  | 2  | 1  | 230 | 235 | -5  |
| 3.   | Regatas Corrientes   | 4   | 3  | 1  | 2  | 254 | 245 | 9   |
| 4.   | Capitanes de Arecibo | 4   | 3  | 1  | 2  | 249 | 266 | -17 |

- (x) -  Calificado al Final Four.

| 7 de marzo | Regatas Corrientes                                 | 91–93                                              | Pinheiros                                          |                                                                      |  |
| 20:00      | Parciales: 27-17, 11-24, 14-19, 30-22 (T.E.: 9-11) | Parciales: 27-17, 11-24, 14-19, 30-22 (T.E.: 9-11) | Parciales: 27-17, 11-24, 14-19, 30-22 (T.E.: 9-11) |                                                                      |  |
|            |                                                    | Reporte                                            |                                                    | Pabellón: Palacio Peñarol Montevideo, Uruguay Televisión: Fox Sports |  |

| 7 de marzo | Aguada                                | 86–81                                 | Capitanes de Arecibo                  |                                                                      |  |
| 22:15      | Parciales: 23-15, 18-28, 24-17, 21-21 | Parciales: 23-15, 18-28, 24-17, 21-21 | Parciales: 23-15, 18-28, 24-17, 21-21 |                                                                      |  |
|            |                                       | Reporte                               |                                       | Pabellón: Palacio Peñarol Montevideo, Uruguay Televisión: Fox Sports |  |

| 8 de marzo | Capitanes de Arecibo                  | 80–93                                 | Regatas Corrientes                    |                                                                      |  |
| 20:00      | Parciales: 18-28, 20-16, 15-18, 27-31 | Parciales: 18-28, 20-16, 15-18, 27-31 | Parciales: 18-28, 20-16, 15-18, 27-31 |                                                                      |  |
|            |                                       | Reporte                               |                                       | Pabellón: Palacio Peñarol Montevideo, Uruguay Televisión: Fox Sports |  |

| 8 de marzo | Pinheiros                            | 84–72                                | Aguada                               |                                                                      |  |
| 22:15      | Parciales: 29-8, 18-15, 16-23, 21-26 | Parciales: 29-8, 18-15, 16-23, 21-26 | Parciales: 29-8, 18-15, 16-23, 21-26 |                                                                      |  |
|            |                                      | Reporte                              |                                      | Pabellón: Palacio Peñarol Montevideo, Uruguay Televisión: Fox Sports |  |

| 9 de marzo | Pinheiros                             | 87–88                                 | Capitanes de Arecibo                  |                                                                      |  |
| 20:00      | Parciales: 10-19, 26-19, 22-21, 29-29 | Parciales: 10-19, 26-19, 22-21, 29-29 | Parciales: 10-19, 26-19, 22-21, 29-29 |                                                                      |  |
|            |                                       | Reporte                               |                                       | Pabellón: Palacio Peñarol Montevideo, Uruguay Televisión: Fox Sports |  |

| 9 de marzo | Aguada                                            | 72–70                                             | Regatas Corrientes                                |                                                                      |  |
| 22:15      | Parciales: 14-17, 18-17, 15-13, 18-18 (T.E.: 7-5) | Parciales: 14-17, 18-17, 15-13, 18-18 (T.E.: 7-5) | Parciales: 14-17, 18-17, 15-13, 18-18 (T.E.: 7-5) |                                                                      |  |
|            |                                                   | Reporte                                           |                                                   | Pabellón: Palacio Peñarol Montevideo, Uruguay Televisión: Fox Sports |  |

## Final Four
Esta etapa final concentró a los dos mejores de los 2 cuadrangulares que integraron la fase semifinal de esta edición del torneo. La sede donde se llevó a cabo fue el Gimnasio Maracanãzinho de la ciudad de Río de Janeiro, Brasil. Para esta ocasión cambió el formato del Final Four al enfrentarse los primeros lugares de cada uno de los 2 cuadrangulares semifinales, ante los segundos lugares de manera cruzada. El primer lugar del Grupo F se enfrentó al segundo lugar del Grupo E, y el primer lugar del Grupo E ante el segundo lugar del Grupo F. De esta manera los equipos ganadores de ambos partidos disputaron el campeonato, mientras que los perdedores jugaron por el tercer lugar del certamen.
El campeón de esta edición fue el Flamengo de Brasil, que ganó sus dos partidos. El primero ante el Club Atlético Aguada de Uruguay, y el segundo a su compatriota Pinheiros por la definición del título.
El MVP del Final Four fue Marcelinho Machado, de Flamengo.
|  | Semifinales     | Semifinales |    |        | Final           | Final       |  |
|  | 21 de marzo     | 21 de marzo |    |        | 22 de marzo     | 22 de marzo |  |
|  |                 |             |    |        |                 |             |  |
|  |                 |             |    |        |                 |             |  |
|  | Flamengo        | 113         |    |        |                 |             |  |
|  | Aguada          | 81          |    |        |                 |             |  |
|  |                 |             |    |        |                 |             |  |
|  |                 |             |    |        |                 |             |  |
|  |                 |             |    |        | Flamengo        | 85          |  |
|  |                 | Pinheiros   | 78 |        |                 |             |  |
|  |                 |             |    |        |                 |             |  |
|  |                 |             |    |        |                 |             |  |
|  |                 |             |    |        | Tercer lugar    |             |  |
|  |                 |             |    |        |                 |             |  |
|  | Pinheiros       | 85          |    | Aguada | 113             |             |  |
|  | Halcones Xalapa | 72          |    |        | Halcones Xalapa | 108         |  |

### Semifinales
| 21 de marzo | Pinheiros                             | 85–72                                 | Halcones Xalapa                       |                                                                                |  |
| 19:00       | Parciales: 21-17, 23-26, 22-12, 19-17 | Parciales: 21-17, 23-26, 22-12, 19-17 | Parciales: 21-17, 23-26, 22-12, 19-17 |                                                                                |  |
|             |                                       | Reporte                               |                                       | Pabellón: Gimnasio Maracanãzinho Río de Janeiro, Brasil Televisión: Fox Sports |  |

| 21 de marzo | Flamengo                              | 113–81                                | Aguada                                |                                                                                |  |
| 21:15       | Parciales: 22-20, 34-19, 34-23, 23-19 | Parciales: 22-20, 34-19, 34-23, 23-19 | Parciales: 22-20, 34-19, 34-23, 23-19 |                                                                                |  |
|             |                                       | Reporte                               |                                       | Pabellón: Gimnasio Maracanãzinho Río de Janeiro, Brasil Televisión: Fox Sports |  |

### Definición del tercer lugar
| 22 de marzo | Aguada                                | 113–108                               | Halcones Xalapa                       |                                                                                |  |
| 19:00       | Parciales: 36-29, 30-15, 19-33, 28-31 | Parciales: 36-29, 30-15, 19-33, 28-31 | Parciales: 36-29, 30-15, 19-33, 28-31 |                                                                                |  |
|             |                                       | Reporte                               |                                       | Pabellón: Gimnasio Maracanãzinho Río de Janeiro, Brasil Televisión: Fox Sports |  |

### Final
| 22 de marzo | Flamengo                              | 85–78                                 | Pinheiros                             |                                                                                |  |
| 21:15       | Parciales: 25-15, 21-25, 15-20, 24-18 | Parciales: 25-15, 21-25, 15-20, 24-18 | Parciales: 25-15, 21-25, 15-20, 24-18 |                                                                                |  |
|             |                                       | Reporte                               |                                       | Pabellón: Gimnasio Maracanãzinho Río de Janeiro, Brasil Televisión: Fox Sports |  |

Flamengo

Campeón

Primer título

## Líderes individuales
A continuación se muestran los líderes individuales de la Liga de las Américas 2014:
| Categoría         | Jugador                          | Equipo             | Media  | Partidos | Total |
| ----------------- | -------------------------------- | ------------------ | ------ | -------- | ----- |
| Puntos            | Leandro García Morales           | Aguada             | 28.3   | 8        | 226   |
| Rebotes           | Lorenzo Mata                     | Halcones Xalapa    | 11.7   | 6        | 70    |
| Asistencias       | Nicolás Laprovittola             | Flamengo           | 6.3    | 8        | 50    |
| Tapones           | Gregory Eugene Dilligard         | Aguada             | 1.5    | 8        | 12    |
| Robos             | Marcelo Magalhães Machado        | Flamengo           | 2.3    | 8        | 18    |
| % de tiros libres | Elys Manuel Guzmán García        | Mavort             | 100.0% | 3        | 17/17 |
| % de tiros de 3   | Pedro Ignacio Calderón Rodríguez | Regatas Corrientes | 58.3%  | 6        | 7/12  |
| Tiros libres      | Leandro García Morales           | Aguada             | 8.8    | 8        | 70    |
| Tiros de 3        | Marcelo Magalhães Machado        | Flamengo           | 3.8    | 8        | 30    |